# طاشقيو (صمصاد)
طاشقيو (بالكردية: Birik‏) (بالتركية: Taşkuyu)‏ هي قرية تتبع إداريّاً لمديرية صمصاد في محافظة أديامان التركية، بلغ عدد سكانها 592 نسمة في عام 2021.